# Período legislativo de 1990 a 1994 de Costa Rica
| 29 PUSC 25 PLN | 1 PU 1 PUAC 1 PUGEN |

PUSC
PLN
PU
PUAC
PUGEN

El período legislativo de Costa Rica de 1990 a 1994 constituyó el período de funcionamiento del Congreso de Costa Rica. El Partido Unidad Social Cristiana llega al Poder Ejecutivo por primera vez (con ese nombre) y también obtiene por primera vez mayoría legislativa con 29 votos. Fue la primera ocasión desde 1948 que un partido diferente al Partido Liberación Nacional obtenía mayoría simple en el Parlamento. El liberacionismo pasó a la oposición con 25 diputados y tres partidos minoritarios obtuvieron un diputado cada uno, consolidando el entorno bipartidista que se mantendría hasta 2002. 

## Fracciones
| Partido político | Partido político                  | Diputados | Diputados |
| ---------------- | --------------------------------- | --------- | --- |
|                  | Partido Unidad Social Cristiana   |           | 1. Miguel Ángel Rodríguez Echeverría 2. Juan José Trejos Fonseca 3. Rolando Laclé Castro 4. Roberto Tovar Faja 5. William Rodolfo Muñoz Céspedes 6. Blanca Nury Vargas Aguilar 7. Eliseo Alberto Vargas García 8. Daniel Aguilar González 9. Jorge Eduardo Sánchez Sibaja 10. Carlos Castro Arias 11. Flory Soto Valerio 12. Víctor Emilio Rojas Hidalgo 13. Gerardo Bolaños Alpízar 14. Claudio Vinicio Carvajal Orlich 15. Rafael Sanabria Solano 16. Ovidio Antonio Pacheco Salazar 17. Guillermo Arturo Zúñiga Trigueros 18. Danilo Chaverri Soto 19. William Cordero Gamboa 20. Manuel Antonio Bolaños Salas 21. Solón Chavarría Aguilar 22. Emanuel Ajoy Chan 23. Alfredo Cruz Álvarez 24. Gerardo Enrique Rudín Arias 25. Angelo Altamura Carriero 26. Omar Corella lzquierdo 27. Luis Villalobos Villalobos 28. Noé Gerardo Vargas Castillo 29. Carlos Eduardo Monge Herrera Anny Fuentes Ramírez (ingresó como diputada en 1993) |
|                  | Partido Liberación Nacional       |           | 1. Alberto José Esquivel Volio 2. Óscar Soley Soler 3. Rodrigo Oreamuno Blanco 4. Daniel Gallardo Monge 5. Karen Olsen Beck 6. Hugo Alfonso Muñoz Quesada 7. Alejandro Antonio Soto Zúñiga 8. Santana Esquivel Ramírez 9. Víctor Evelio Castro Retana 10. Marco Antonio González Salazar 11. Edgar Ugalde Álvarez 12. Enid Sonia Rodríguez Quesada 13. María de los Ángeles Sancho Barquero 14. Franklin Fernando Acevedo Hurtado 15. Federico Vargas Peralta 16. Daisy Serrano Vargas 17. Carlos Sequeira Lépiz 18. José Joaquín Chaves Zamora 19. Sigifredo Aiza Campos 20. Gladys Rojas Prado 21. José Alberto Brenes León 22. Gabriel Ávila Castro 23. Carlos Luis Rodríguez Hernández 24. Carlos Manuel Rojas López 25. Reynaldo Adolfo Maxwell Kennedy |
|                  | Pueblo Unido                      |           | 1. Rodrigo Alberto Gutiérrez Sáenz |
|                  | Partido Unión Generaleña          |           | 1. Carlos Alberto Fernández Vega |
|                  | Partido Unión Agrícola Cartaginés |           | 1. Jorge Rodríguez Araya |

## Presidente
| Presidente del Congreso           | Legislatura | Partido político |
| --------------------------------- | ----------- | ---------------- |
| Danilo Chaverri Soto              | 1993-1994   | PUSC             |
| Roberto Tovar Faja                | 1992-1993   | PUSC             |
| Miguel Ángel Rodríguez Echeverría | 1991-1992   | PUSC             |
| Juan José Trejos Fonseca          | 1990-1991   | PUSC             |